# Ugerevyen Danmark 25-26-27-28
|  | Denne artikel er oprettet af botten Steenthbot ud fra en ekstern database. Den kan derfor have sproglige fejl eller mangler. Denne skabelon kan fjernes efter kontrol af indholdet. |

Ugerevyen Danmark 25-26-27-28 er en dansk dokumentarisk optagelse fra 1918.

## Handling
1) Kastellet i København. Voldanlægget og vindmøllen.
2) Arbejdernes Brændselsforsynings brændeoplag på "Djævleøen", hvorfra der uddeles brænde til de arbejdsløse.
3) Hvorledes rimfrosten smykker vore parker først i februar.
4) Kul losses i Gasværkshavnen af ny stor moderne kran hos firmaet Kampmann og Herskind.
5) Fra Redningskorpsets arbejdsfelt: En hest er faldet omkuld af udmattelse, den hjælpes på benene af Redningskorpset.
6) Det yderste af Islands Brygge skal fyldes op - det vil skaffe arbejde til 300 mand. Vådområder. Havnebyggeri.
7) Løveskulptur: Den omstridte skulpturgruppe skal måske fjernes.
8) Kendte politikere: Trafikminister J. Hassing-Jørgensen og folketingsmand A.C. Meyer.
9) Den tyske damper "Lavania", som blev beskudt af englænderne i Nordsøen. Mærker efter engelske granater.
10) Skibe i dok i Københavns Havn. 
11) Acciseboden på Amager - Amagerbrogade og Christianshavns Vold, hvor der nu skal forbedres og laves pynteligt. 
12) Kendte politikere: Landbrugsminister Kristjan Pedersen og folketingsmand Alfred Christensen (med træben). 
13) Branden på Orlogsværftet 27. februar 1918. Brandvæsenet efterslukker med marinesoldater som assistance. 
14) Efter tagbranden på Sølvgades Kaserne. 
15) Sæsonforberedelse på cykelbanen i Ordrup. 
16) Kendte politikere: Landstingsmand Christian Sonne og folketingsmand for Færøerne Edward Mortensen (senere Edward Mitens). 
17) Christiansborg under opførelse. Rigsdagsfløjen snart færdig. Den kommende hovedindgang ses med afspærringer. 
18) Københavns flydedok med grønlandsskibet Hans Egede, som væltede 26. februar 1918. 
19) Skøjteløb på Fuglesangssøen i Dyrehaven 17. februar 1918. Mange tilskuere i tidstypisk vinterbeklædning. 
20) Panorering fra Marmorkirkens top med vue over Amalienborg, havnen og indre by. 
21) lldebrand: Branden i Industribygningen 21. februar 1918.